# سفارة أذربيجان في بلغاريا
سفارة أذربيجان في بلغاريا هي أرفع تمثيل دبلوماسي لدولة أذربيجان لدى بلغاريا. تقع السفارة في Stolichna Municipality ‏ وهي تهدف لتعزيز المصالح الأذربيجانية في بلغاريا.

## وصلات خارجية
- قائمة سفارات أذربيجان
- قائمة السفارات في بلغاريا